# 獨特銷售主張
在市场营销中，獨特銷售主張或稱獨特銷售賣點（英語：Unique selling proposition，簡稱USP）是指在商業模式圖中，告知客戶自己的品牌或产品如何優於竞争對手的营销战略（除了其它價值主張）。獨特銷售主張一詞是由羅瑟·里夫斯創造的，它最初被用於1940年代的成功廣告活動。西奧多·萊維特則暗示「差異化是公司必須不斷參與的最重要的策略和戰術活動之一」，該術語已擴展到涵蓋一個人的「個人品牌」。